# Goddag mand økseskaft
God dag mand økseskaft er en talemåde, der bruges, når man vil påpege, at en samtale er nonsens, fordi de talende taler forbi hinanden.
"Goddag mand, økseskaft" er en del af en længere anekdote fra 1770'erne  om en døv mand, som skal skære sig et nyt skaft til en økse. En længere udgave kan læses i Den bortfløjne mødom samt andre skæmtsomme og erotiske folkeeventyr, udvalgt og bearbejdet af Erik Høvring. Her er en kortere og mere stueren udgave af eventyret:
Der var engang en færgemand som var meget tunghør. En dag var han kravlet op i et træ uden for sit hus og skulle hugge en gren af.

Da ser han et stykke borte to mænd komme ned mod færgestedet. Nu var det sådan at han ikke brød sig om at fremmede skulle lægge mærke til at han var døv.

Derfor tænkte han ved sig selv: egentlig kan jeg jo nok vide, hvad de vil sige når de kommer herhen. Først vil de spørge mig, hvad det skal bruges til som jeg her hugger. Så svarer jeg: økseskaft. Så spørger de nok, hvor langt et stykke gren jeg skal bruge. Dertil svarer jeg: op til denne her knast. Derefter kommer de nok frem med deres ærinde og beder om at måtte låne min båd for at ro over vandet så de slipper for den lange omvej. Til det svarer jeg: hun er læk. Når de ikke kan få båden vil de sikkert låne mine heste og så svarer jeg: de er med føl begge to. Når de altså heller ikke kan få dem, så vil de nok spørge om hvor vejen går ind til byen. Dertil svarer jeg: oppe mellem de to piletræer.

Nu var de to mænd et par unge karle der havde hørt at færgemanden havde sådan et par kønne døtre, og det var dem de var kommet for at besøge.

»Goddag mand« sagde de.

»Økseskaft« sagde manden.

»Gid det sad i din hals« sagde den ene af karlene.

»Op til denne her knast« svarede manden.

»Er din kone hjemme?« spurgte den anden.

»Nej, hun er læk« sagde manden.

»Hvordan har dine døtre det?« råbte de så.

»De er med føl begge to« svarede manden.

»Åh gid du var hængt« råbte de to karle.

»Oppe mellem de to piletræer« sagde færgemanden og pegede.

Og så gav han sig igen til at hugge løs.